# LEDA 88588
1H 0707-495(영어: LEDA 88588)는 용골자리에 위치한 초대질량 블랙홀로 지구 두 개분의 물질을 흡수한다. 질량은 태양의 300만 ~ 500만 배이다. USNOA2 0375-03110272라는 별을 데리고 있는 쌍성계를 이루고 있다.